# Iwan Iljitsch Ljudnikow

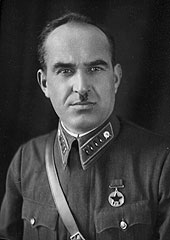
Iwan I. Ljudnikow

Iwan Iljitsch Ljudnikow (russisch Иван Ильич Людников; * 25. Septemberjul. / 8. Oktober 1902greg. im Dorf Kriwaja Kosa, Kreis Nowoasow in der Oblast Donezk; † 22. April 1976 in Moskau) war ein sowjetischer Generaloberst und wurde im Zweiten Weltkrieg als Held der Sowjetunion ausgezeichnet.

## Leben
Ljudnikow stammte aus einer Arbeiterfamilie im Nowoasower Bezirk und übersiedelte als Jugendlicher nach Juzowka. Schon mit elf Jahren begann er 1913 neben seinem Vater in den Donezk-Kohleminen von Makejewka zu arbeiten. Er wurde zunächst als Kohlesortierer eingesetzt und arbeitete darauf an der Entwässerungspumpe. In der an der Mine angeschlossenen Lehrwerkstatt wurde er 1915/16 zum Dreher ausgebildet.

### Frühe Militärkarriere
Am 25. Oktober 1917 trat er als Freiwilliger in die Rote Garde seiner Heimatregion ein. Im Russischen Bürgerkrieg kämpfte er ab April 1918 an der Südfront als MG-Schütze in der Sonderabteilung Abrosimow und ab Mai bei der Gruppe Bondarenko. Im Dezember 1918 wechselte er zur 42. Schützendivision in den Dienst des 1. Kavallerie-Regiments, das Teil der 1. Reiterarmee unter Semjon Budjonny war. Er kämpfte gegen die Weißen Armee unter Alexei Kaledin, Anton Denikin und Pjotr Wrangel. 1920 kämpfte er bei Roten Asow-Flottille auf dem Kanonenboot „Znamja sozialisma“ unter Kapitän Sergei Kolbasew an der Küstenregion bei Mariupol. Ab 8. August 1922 kommandierte er die 94. Schützendivision im ukrainischen Militärbezirk und ab 1. Januar 1923 die 13. „Odessaer“ Schützendivision. Er besuchte 1925 einen Lehrgang an der Infanterieschule Wladikawka in Odessa und absolvierte 1930 Kurse für Kommandeure an der Höheren Schützen-Lehreinrichtung „Wystrel“. Zwischen April 1935 und August 1938 besuchte er die Frunse-Militärakademie.

### Im Deutsch-Sowjetischen Krieg
Am 10. März 1939 übernahm er die Führung der 200. Schützendivision im Militärbezirk Kiew. Während des Deutsch-Sowjetischen Krieges unterstand seine Einheit dem 31. Schützenkorps (General A. I. Lopatin) im Raum Sarny. Im September 1941 kämpfte seine Division bei der 5. Armee im Raum Korosten und nahm an der Schlacht von Kiew gegen die deutsche 6. Armee teil. Am 12. September wurde Ljudnikow bei einem Luftangriff im Raum Tschernigow schwer verwundet und zunächst im Krankenhaus von Charkow, dann im Militärkrankenhaus Nr. 361 in Kasan versorgt. Ende Dezember 1941 erhielt Ljudnikow die Führung der selbständigen 16. Offiziersschüler-Brigade im Rahmen der 56. Armee im nordkaukasischen Verteidigungskreis. Ende November nahm seine Brigade an der Befreiung von Rostow am Don teil. Im März 1942 beteiligte er sich an der Aufstellung verschiedenen Einheiten im Militärbezirk Nordkaukasus und übernahm bis 18. April kurzfristig das Kommando über die armenische 390. Schützendivision im Bereich der 44. Armee. Ab 29. Mai 1942 führte er die 138. Schützendivision, die ab Oktober 1942 bei der 62. Armee im westlichen Brückenkopf der Wolga in der Schlacht um Stalingrad eingesetzt wurde und nach der Kapitulation der deutschen 6. Armee, am 15. Februar in 70. Garde-Schützendivision umbenannt wurde.

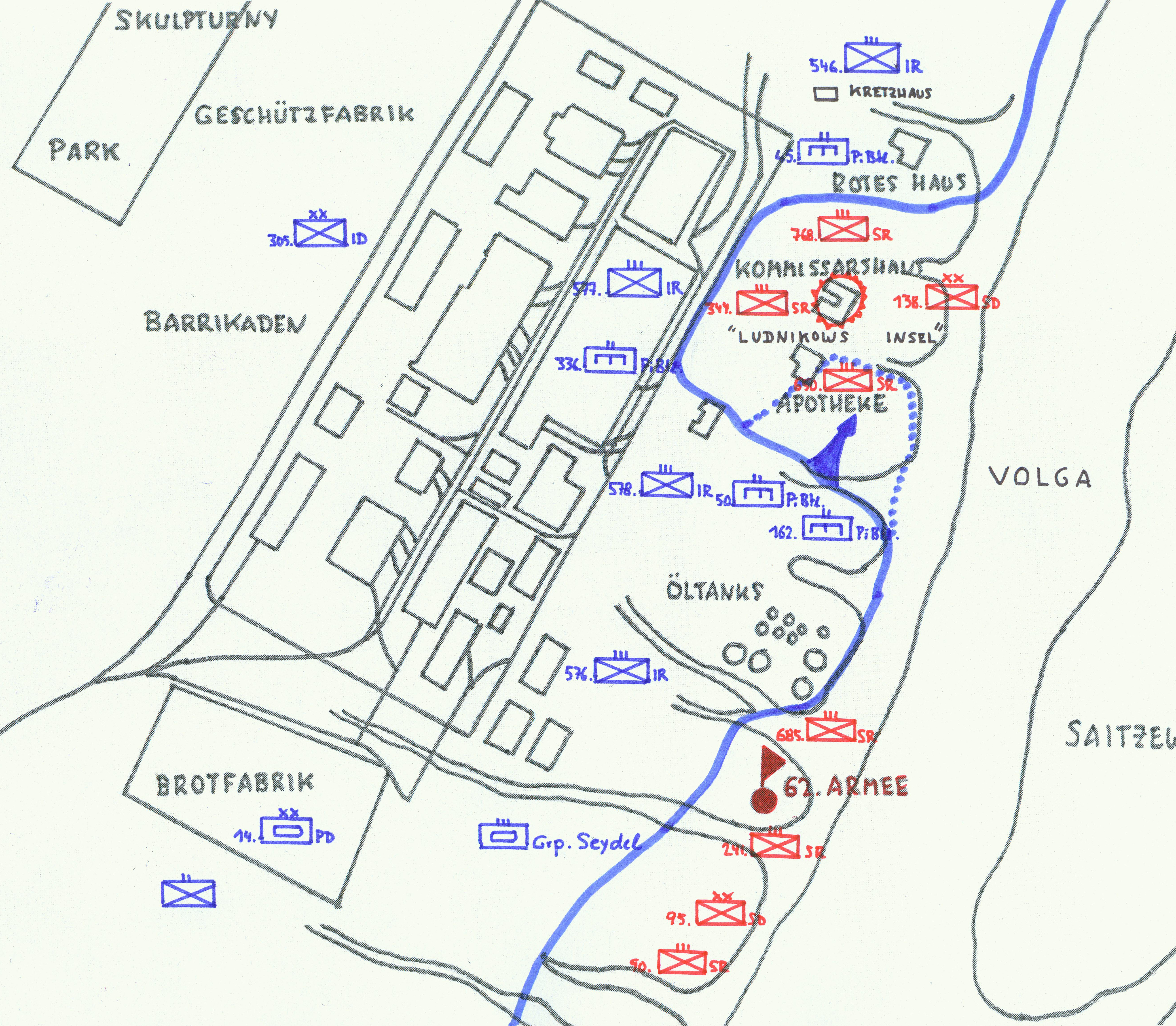
„Ljudnikows Insel“, wo die sowjetische 138. Schützendivision von deutschen Verbänden bedrängt wurde

Während der Schlacht von Stalingrad verteidigte die 138. Schützendivision im Nordsektor von Mitte Oktober an den Küstenabschnitt am Westufer der Wolga zwischen dem Fluss und der Geschützfabrik Barrikaden, wobei es regelmäßig zu heftigen Gefechten mit der deutschen 305. Infanterie-Division sowie Elementen der 24. Panzer-Division kam. Da Ljudnikow in diesem Sektor seinen Divisionsgefechtsstand aufschlug, wurde die zunehmend eingekesselte Stellung der 138. Division auch „Ljudnikows Insel“ genannt.:657–662

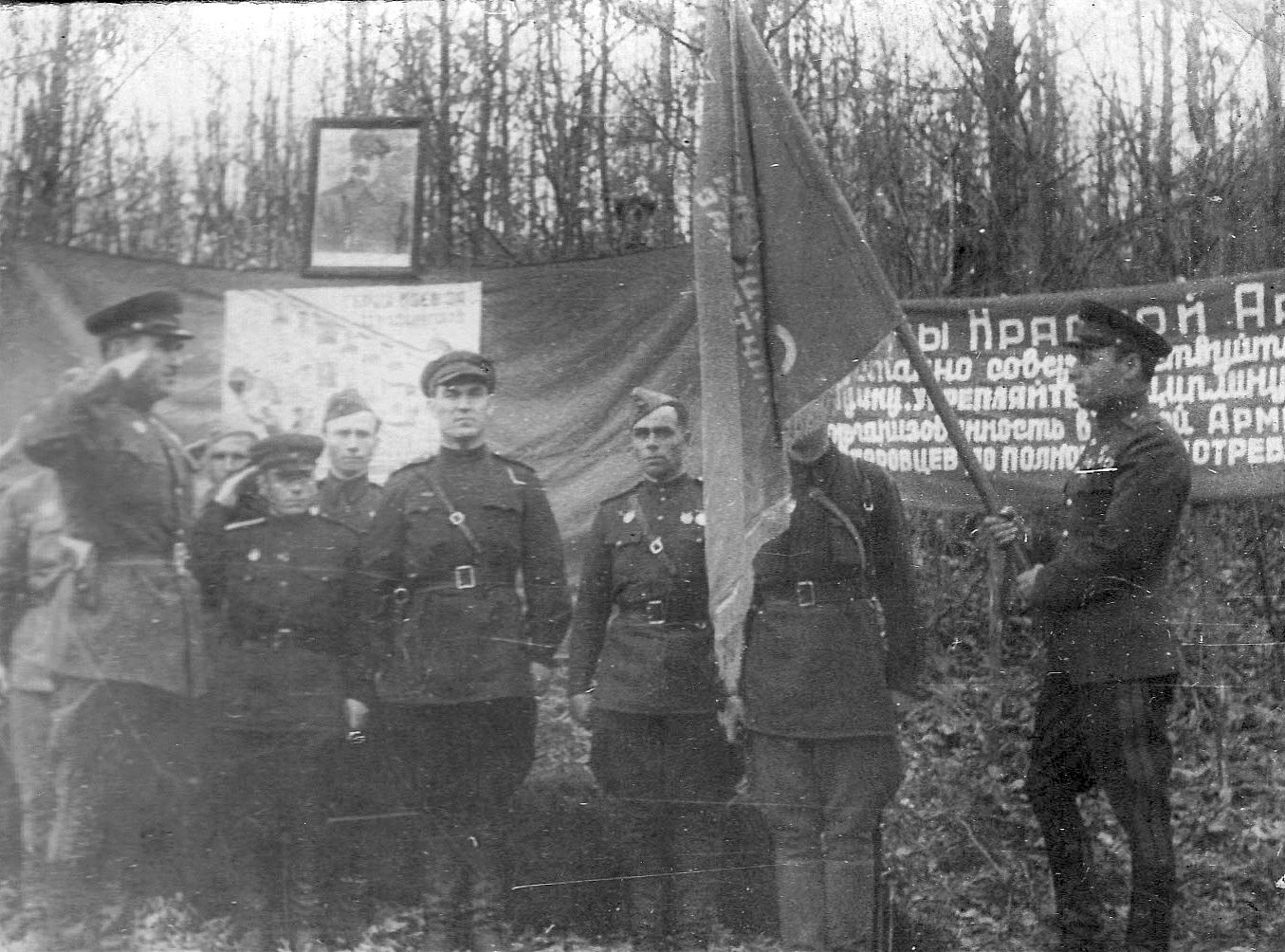
Generalmajor Ljudnikow (ganz links) empfängt die Truppenfahne der 70. Gardeschützendivision von Generalleutnant Andrei L. Bondarew.

Am 27. Januar 1943 wurde er zum Generalmajor ernannt und erhielt am 22. Februar zweitmalig den Leninorden verliehen. Mit 1. Juni 1943 übernahm Ljudnikow die Führung des 15. Schützenkorps im Bereich der 13. Armee unter Generalleutnant Puchow. Am 22. September näherten sich seine Truppen dem Dnjepr-Abschnitt und errichtete im Raum östlich von Tschernobyl einen Brückenkopf auf dem rechten Ufer. Ljudnikow wurde am 25. September zum Generalleutnant befördert und erhielt per Dekret des Präsidiums des Obersten Sowjet am 13. November 1943 den Titel Held der Sowjetunion und die Medaille „Goldener Stern“ zuerkannt.
Am 27. Mai 1944 übernahm er bei der 3. Weißrussischen Front (Armeegeneral Tschernachowski) den Oberbefehl der 39. Armee im Raum Witebsk. Die 39. Armee ging südlich der Düna vor, befreite am 27. Juli Dünaburg und stieß weiter auf Schaulen durch. Kaunas wurde am 1. August befreit, danach näherten sich seine Truppen zwischen Raseiniai und Suwałki nördlich des Njemen zwischen der Memel und der Scheschuppe der deutschen Grenze. Ljudnikows Truppen wurden beim ersten Einbruch in Ostpreußen am 10. Oktober erfolgreich auf Tauroggen angesetzt, dann verstärkten sie aus dem Raum Naumiestis antretend den Vorstoß auf Pilkallen. Am 13. Januar 1945 begann die Schlacht um Ostpreußen. Ljudnikow setzte alle Panzer und Selbstfahrlafetten südlich von Pilkallen zum Durchbruch an, der bis 17. Januar etwa 12–16 Kilometer an Tiefe gewann und dann in der Gumbinnen-Insterburger Operation bis 19. Januar an die Deime gelangte. Er beteiligte sich an der Einkesselung von Königsberg, indem er in Samland durch seinen Stoß nach Metgethen die Bahnlinie zwischen Königsberg und Pillau abschnitt. Nach der Eroberung von Königsberg erzwangen seine Truppen am 16. April die Übergabe von Fischhausen. Damit endeten für seine Truppen die Kämpfe in Ostpreußen, am 5. Mai 1945 wurde er zum Generaloberst befördert. Ab 12. Mai begann die Verlegung der 39. Armee nach Fernostasien, wo sie als Teil der Transbaikalfront die sowjetische Invasion in der Mandschurei vorbereitete. Im August 1945 besetzten Ljudnikows Truppen die Halbinsel Liaodong. Für seine Führung erhielt er den Suworow-Orden 1. Klasse und wurde mit der Medaille „Für den Sieg über Japan“ geehrt.

### Nachkriegszeit
Nach Kriegsende blieb er bis 1947 Befehlshaber der 39. Armee auf der Halbinsel Liaodong und wurde zum Kommandant des Hafens Port Arthur bestellt. Am 29. November 1947 wurde er Kommandeur der 10. Gardearmee im Militärbezirk Leningrad und am 20. April 1948 folgte der Oberbefehl über die 13. Armee im Militärbezirk Karpatia. Am 13. Dezember 1949 wurde er Stellvertretender Kommandeur der Gruppe der Sowjetischen Streitkräfte in Deutschland. Von November 1951 bis Januar 1952 besuchte er höhere Lehrgänge an der Militärakademie des Generalstabes. Am 28. November 1952 wurde er Stellvertretender Kommandeur des Militärbezirks Odessa, am 6. September 1954 wurde ihm der Militärbezirk Tauris übertragen. Am 10. Juni 1956 wurde er Vertreter des Oberkommandos der Armeen des Warschauer Pakts im Ministerium für Nationale Verteidigung Bulgariens. Am 26. März 1959 wurde er Chef der Höheren Schützen-Lehreinrichtung „Wystrel“ und am 28. November 1963 Chef einer Fakultät an der Akademie des Generalstabs. Ende 1968 wurde Ljudnikow in den Ruhestand versetzt und starb 1976 in Moskau. Seine Asche wurde auf dem Nowodewitschi-Friedhof beigesetzt.